# World Series 2023
Le World Series 2023 sono state la 119ª edizione della serie di finale della Major League Baseball al meglio delle sette partite tra i campioni della National League (NL), gli Arizona Diamondbacks, e quelli dell'American League (AL), i Texas Rangers. La serie, iniziata il 27 ottobre 2023 e terminata il 1 novembre 2023, è stata vinta dai Texas Rangers.
I DBacks, guidati dal manager Torey Lovullo, si guadagnarono il loro primo accesso alle World Series dalla vittoriosa stagione 2001 battendo 4-3 nella NLCS i vincitori della National League 2022, i Philadelphia Phillies. Ketel Marte, seconda base di Arizona, fu eletto miglior giocatore della serie grazie a una media battuta di .387 (12-31, di cui 4 doppi e 1 triplo) e a una striscia di 16 partite consecutive in cui ha messo a segno almeno una battuta valida (record assoluto in Postseason).
I Rangers di Bruce Bochy si qualificarono alle World Series dodici anni dopo la loro ultima apparizione. Come i loro rivali dell'atto finale, sconfissero in gara-7 della ALCS gli avversari nonché campioni della MLB in carica Houston Astros. Adolis García, esterno cubano dei Rangers, fu eletto MVP della serie grazie a 5 fuoricampo e, soprattutto, a 15 punti battuti a casa in appena sette partite, record assoluto della ALCS.

## Sommario
| Gara                                     | Data            | Punteggio                               | Stadio                         | Lanciatore vincente       | Lanciatore perdente          | Orario primo lancio | Lanciatori partenti                                |
| ---------------------------------------- | --------------- | --------------------------------------- | ------------------------------ | ------------------------- | ---------------------------- | ------------------- | -------------------------------------------------- |
| 1                                        | 27 ottobre 2023 | Arizona Diamondbacks 5-6 Texas Rangers  | Globe Life Field, Arlington TX | José Leclerc (TEX, 1-1)   | Miguel Castro (ARI, 0-1)     | 20:03 (GMT-5)       | Zack Gallen (ARI) contro Nathan Eovaldi (TEX)      |
| 2                                        | 28 ottobre 2023 | Arizona Diamondbacks 9-1 Texas Rangers  | Globe Life Field, Arlington TX | Merrill Kelly (ARI, 3-1)  | Jordan Montgomery (TEX, 3-1) | 20:03 (GMT-5)       | Merrill Kelly (ARI) contro Jordan Montgomery (TEX) |
| 3                                        | 30 ottobre 2023 | Texas Rangers 3-1 Arizona Diamondbacks  | Chase Field, Phoenix AZ        | Jon Gray (TEX, 1-0)       | Brandon Pfaadt (ARI, 0-1)    | 20:03 (GMT-5)       | Max Scherzer (TEX) contro Brandon Pfaadt (ARI)     |
| 4                                        | 31 ottobre 2023 | Texas Rangers 11-7 Arizona Diamondbacks | Chase Field, Phoenix AZ        | Andrew Heaney (TEX, 1-0)  | Joe Mantiply (ARI, 2-1)      | 20:03 (GMT-5)       | Andrew Heaney (TEX) contro Joe Mantiply (ARI)      |
| 5                                        | 1 novembre 2023 | Texas Rangers 5-0 Arizona Diamondbacks  | Chase Field, Phoenix AZ        | Nathan Eovaldi (TEX, 5-0) | Zack Gallen (ARI, 2-3)       | 20:03 (GMT-5)       | Nathan Eovaldi (TEX) contro Zack Gallen (ARI)      |
| I Texas Rangers vincono la serie per 4-1 |                 |                                         |                                |                           |                              |                     |                                                    |